# Rolling Blackouts Coastal Fever
Rolling Blackouts Coastal Fever, oft kurz Rolling Blackouts C. F., ist eine australische Rock-Pop-Band aus Melbourne. 2018 hatten sie ihren Durchbruch mit dem Album Hope Downs.

## Bandgeschichte
Fran Keaney, Tom Russo und Joe White, alle drei sowohl Sänger als auch Gitarristen, kannten sich seit ihrer gemeinsamen Schulzeit und hatten zusammen auch schon in verschiedenen Bands gespielt. Zusammen bildeten sie ab 2009 die Band Sports Club. 2013 nahmen sie Marcel Tussie als Bassisten und Russos Bruder Joe als Schlagzeuger auf und gründeten Rolling Blackouts Coastal Fever. Ihre Besonderheit ist, dass sie klassischen Gitarrenpop mit drei Gitarren spielen. Erste lokale Auftritte und schnelle Singleveröffentlichungen brachten ihnen anfänglich noch keinen Erfolg. Mit der Single Clean Slate erregten sie aber 2015 größere Aufmerksamkeit bei den Musikmedien und das Interesse von Ivy League Records. Bei dem australischen Label erschien im Jahr darauf ihre erste EP Talk Tight, die sie immerhin schon einmal ins Radio brachte. Außerdem fanden sie mit Sub Pop ein internationales Label, bei dem 2017 die EP The French Press erschien.
Mit diesem musikalischen Grundstock gingen sie auf Tour, die sie auch auf andere Kontinente führte. Danach nahmen sie in der Heimat neue Songs auf, die im Juni 2018 auf der Debüt-LP Hope Downs, benannt nach einer Mine in Westaustralien, erschienen. Das Album kam auf Platz 24 der australischen Musikcharts. Auch in einigen europäischen Ländern wie Großbritannien und den Niederlanden konnte es sich platzieren. In den USA erreichte es Platz 3 der Heatseekers Charts. Eine weitere weltweite Tour folgte. Nach einer Auszeit schrieben sie neue Songs mit mehr heimatgewandten Themen als Inhalt. Das zweite Album Sideways to New Italy erschien im Juni 2016 und übertraf mit Platz 4 in Australien den ersten Erfolg. Auch international konnten sie ihr Debüt bestätigen.

## Mitglieder
- Francis Keaney
- Thomas Russo
- Joseph Kevin White
- Joseph Clement Russo
- Marcel Tussie

## Diskografie
Alben
- Talk Tight (EP, 2016)
- The French Press (EP, 2017)
- Hope Downs (2018)
- Sideways to New Italy (2020)
- Endless Rooms (2022)

Lieder
- Clean Slate (2015)
- Julie’s Place (2016)
- The French Press (2017, AU: Gold)[3]
- Mainland (2018)
- Talking Straight (2018)
- In the Capital (2019)
- Cars in Space (2020)
- She’s There (2020)
- Falling Thunder (2020)
- The Way It Shatters (2022)
- My Echo (2022)